# Alexander Fredrik av Württemberg
Alexander Fredrik Karl av Württemberg, född 5 maj 1771 i Mömpelgard, död 4 juli 1833 i Gotha, var en tysk militär och hertig av Württemberg. Han var son till hertig Fredrik II Eugen av Württemberg och Sofia Dorothea av Brandenburg-Schwedt.

## Biografi
Under Napoleonkrigen tjänstgjorde han i den ryska armén under sin systerson Alexander I av Ryssland och var bosatt med familjen i S:t Petersburg.

### Familj
Han gifte sig i Coburg 1798 med Antoinette av Sachsen-Coburg-Saalfeld (1779–1824). De fick barnen:
- Marie (1799–1860), gift med sin morbror, Ernst I av Sachsen-Coburg-Gotha (1784–1844)
- Paul Karl Konstantin (1800–1802)
- Alexander av Württemberg (1804–1881), gift med Marie av Bourbon-Orléans (1813–1839)
- Ernst Alexander (1807–1868), gift morganatiskt
- Fredrik Wilhelm Ferdinand (1810–1815)